# Porte de Clignancourt (métro de Paris)
Porte de Clignancourt est une station de la ligne 4 du métro de Paris, située dans le 18e arrondissement de Paris. C'est le terminus nord de la ligne.

## Situation
La station est située sous le boulevard Ornano au niveau de la porte de Clignancourt.

## Histoire
La station est ouverte le 21 avril 1908.
Son nom provient de l'ancien hameau de Clignancourt qui appartenait à l’abbaye de Saint-Denis. Lors de la construction de l'enceinte de Thiers, on donna le nom du hameau à la porte des fortifications qui le protégeait. Il fut annexé à la ville de Paris par la loi du 16 juin 1859.
À la suite de la mise en service du prolongement du tramway T3b, en novembre 2018, le nom de la station est progressivement sous-titré Puces de Saint-Ouen du nom de ce quartier et du pôle commercial situé à proximité. Inscrit dans un premier temps sur les quais du tramway, ce sous-titre est progressivement ajouté sur les plaques disposées dans les couloirs, énumérant les stations desservies ; il devrait, par conséquent, être repris prochainement sur les plaques de la station de métro elle-même.
En 2019, 8 393 535 voyageurs sont entrés à cette station ce qui la place à la 24e position des stations de métro pour sa fréquentation.
Dans le cadre de l'automatisation de la ligne 4, la station est en cours de modernisation partielle, perdant alors une large part de son style « Ouï-dire ». Ses quais ont été rehaussés afin de recevoir des portes palières. Ces dernières ont été posées entre août et octobre 2020.
En 2020, avec la crise du Covid-19, 4 902 116 voyageurs sont entrés dans cette station ce qui la place à la 15e position des stations de métro pour sa fréquentation, ce qui en fait la plus fréquentée des stations se trouvant sur une des portes de Paris.
En 2021, la fréquentation remonte progressivement, avec 5 611 814 voyageurs qui sont entrés dans cette station ce qui la place à la 24e position des stations de métro pour sa fréquentation.

## Services aux voyageurs

### Accès
La station dispose de cinq accès débouchant au boulevard Ornano et à la place des Tirailleurs-Sénégalais :
- l'accès no 1 « Porte de Clignancourt » ;
- l'accès no 2 « Boulevard Ney » ;
- l'accès no 3 « Rue Belliard » ;
- l'accès no 4 « Rue Letort » ;
- l'accès no 5 « Boulevard Ornano ».

Près de l'accès no 5 existe un accès condamné. 

Accès à la station
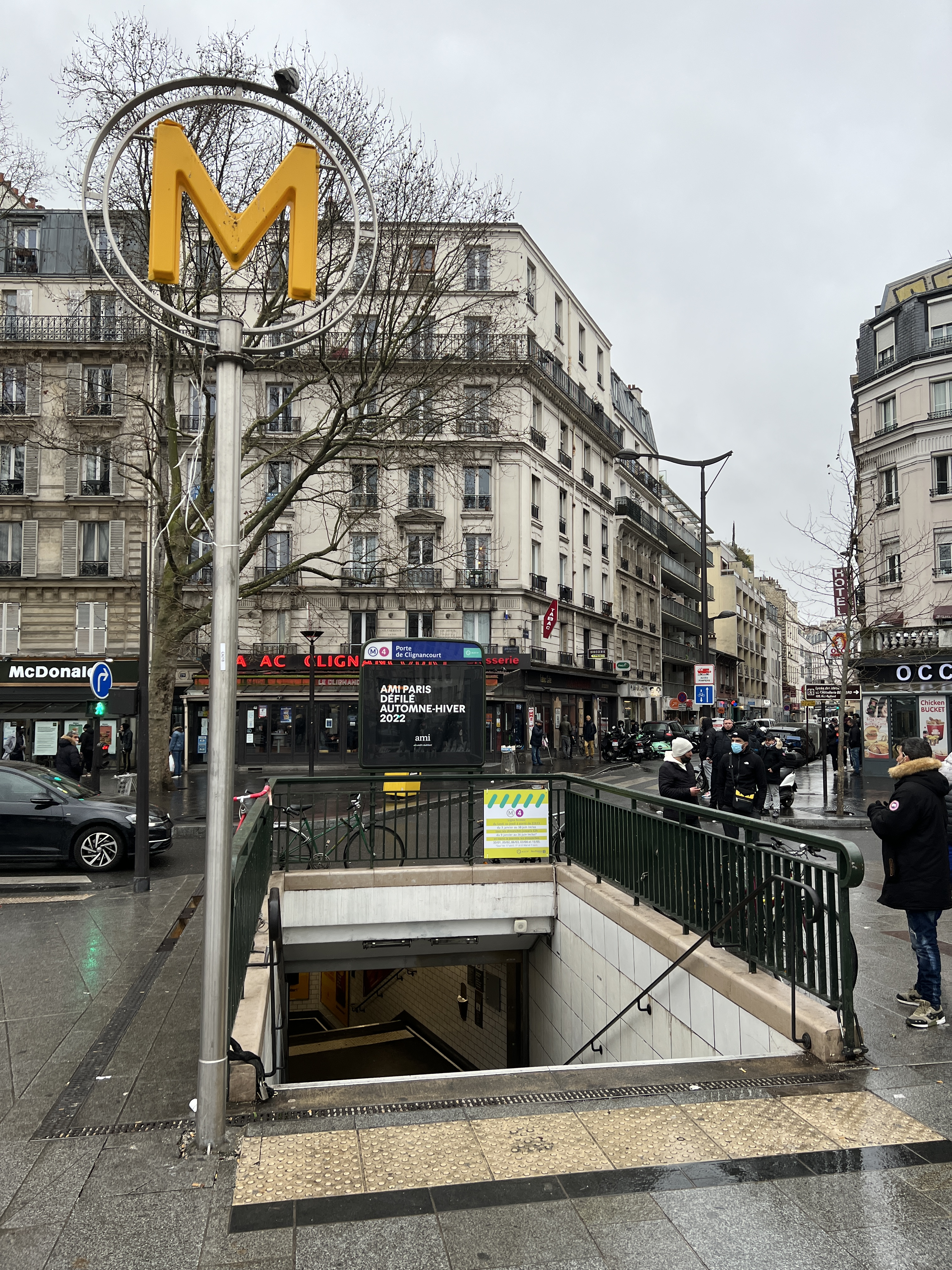
L'accès no 1 « Porte de Clignancourt ».
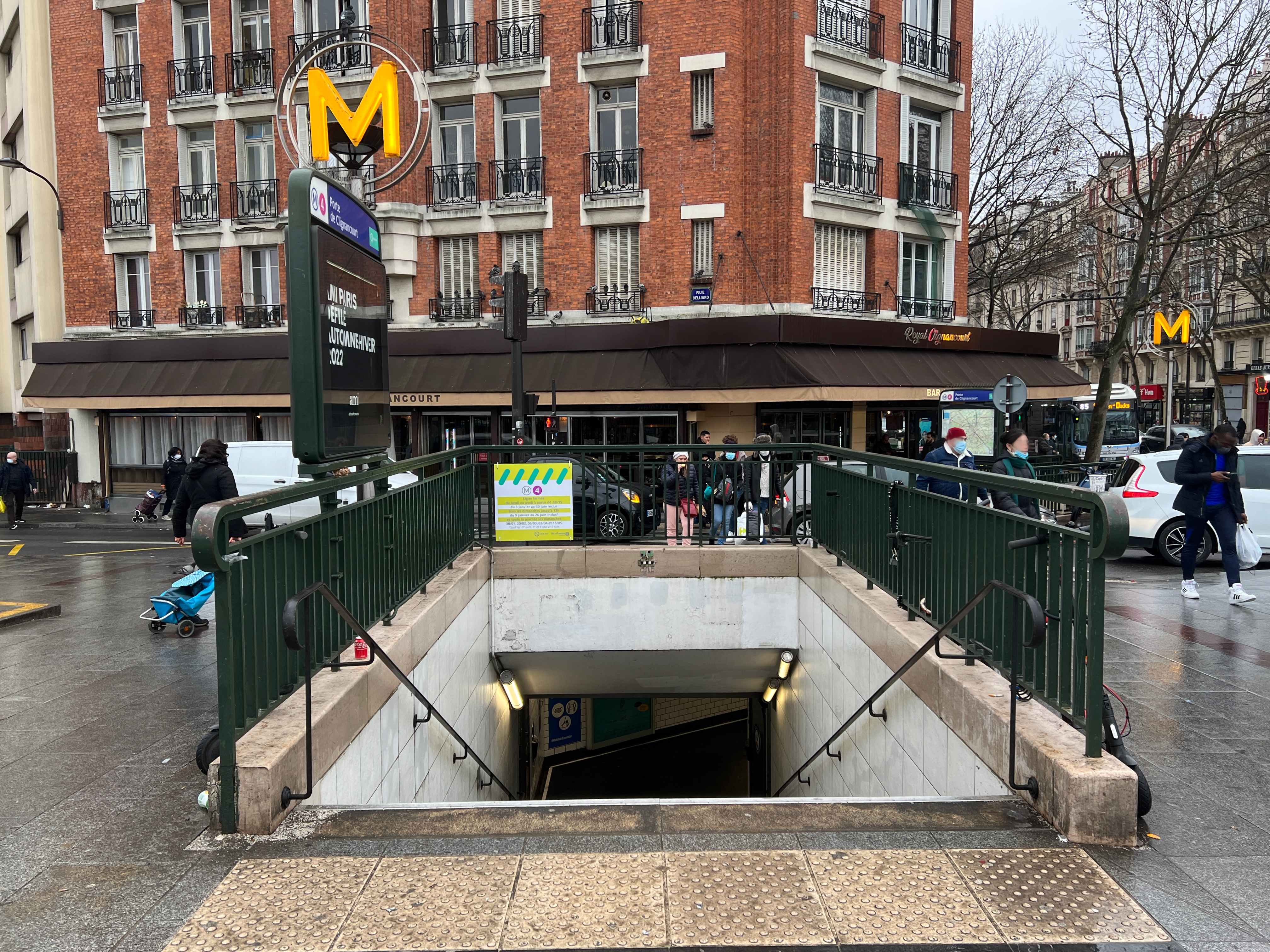
L'accès no 2 « Boulevard Ney ».
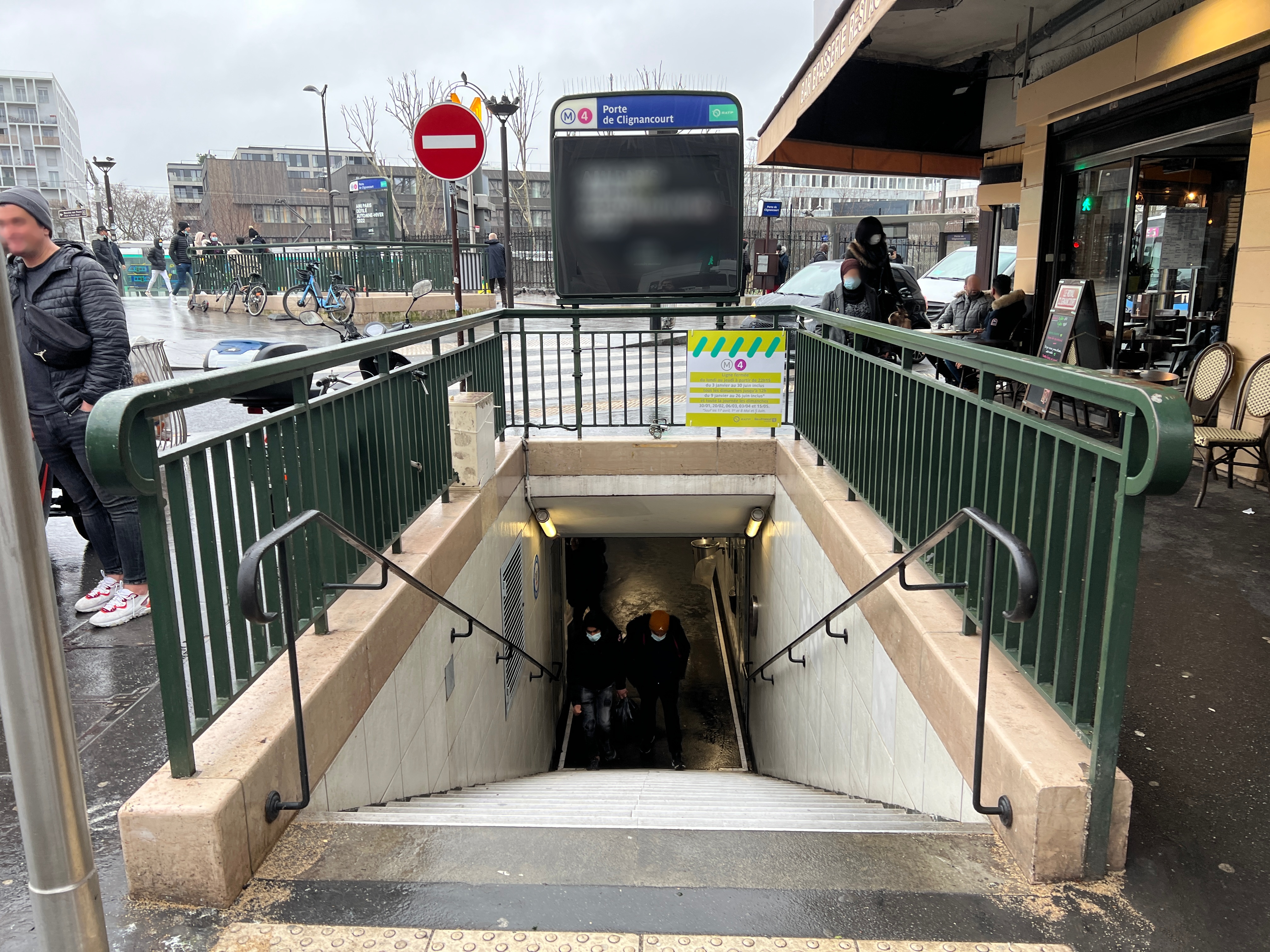
L'accès no 3 « Rue Belliard ».
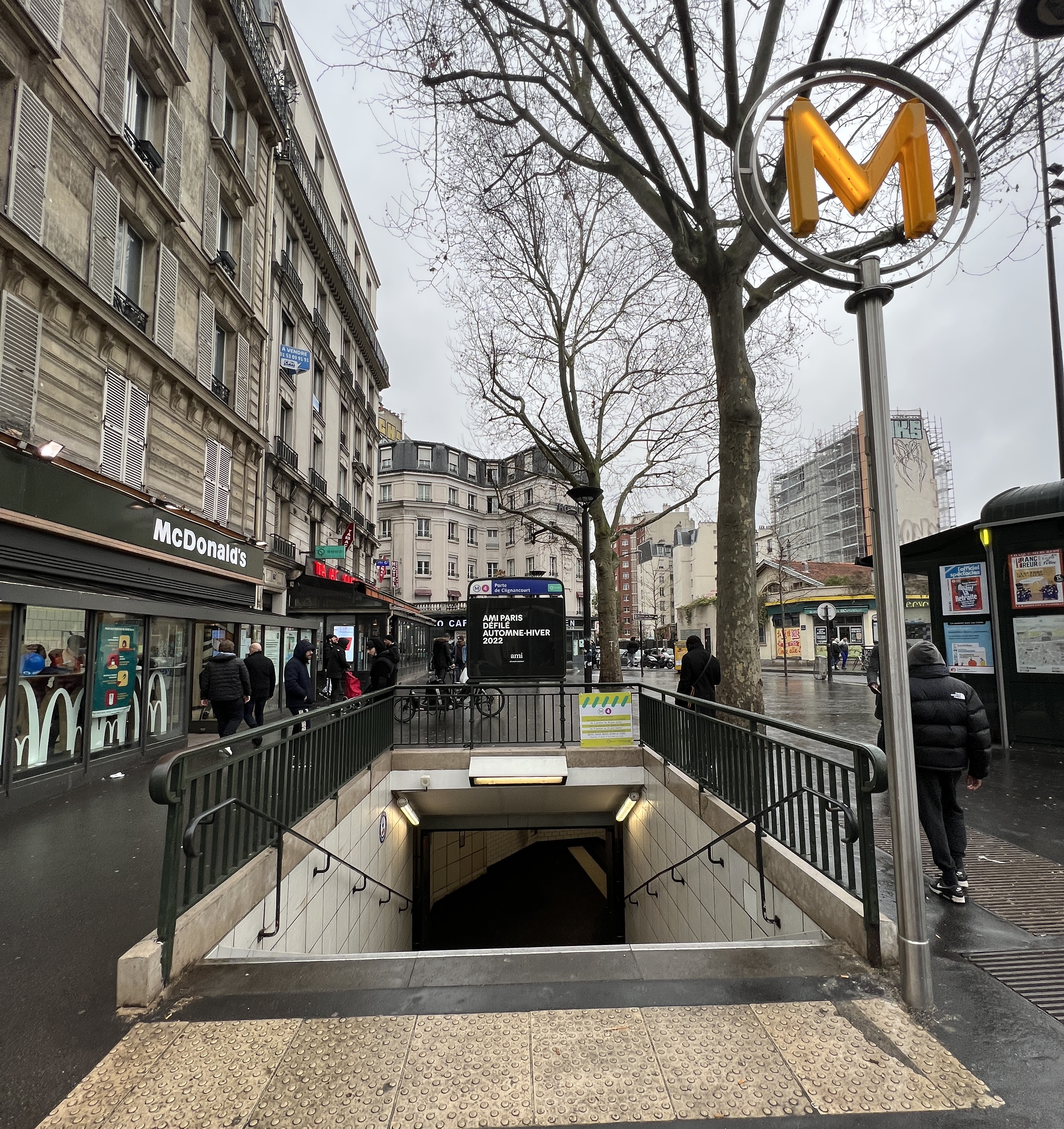
L'accès no 4 « Rue Letort ».
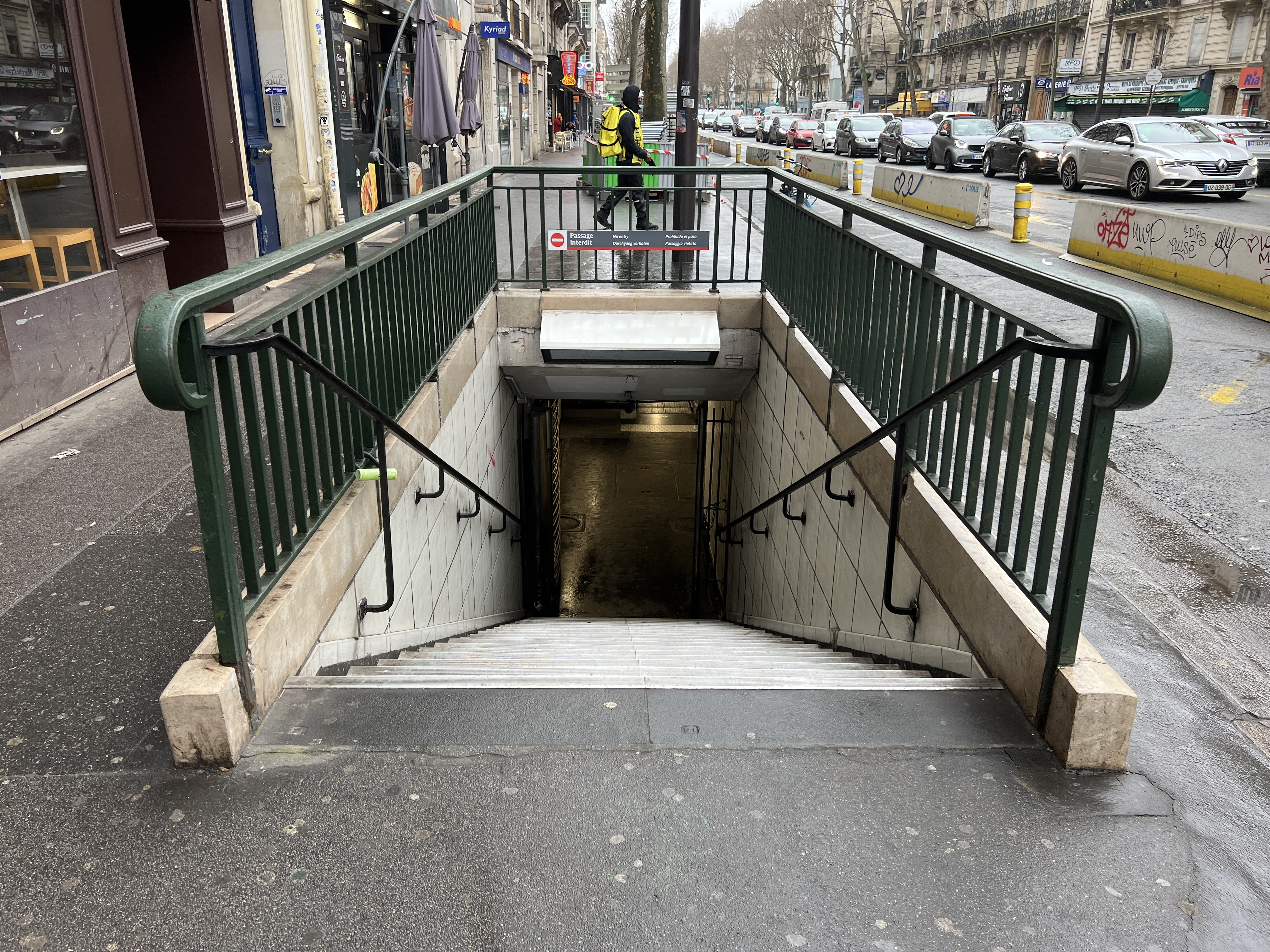
L'accès no 5 « Boulevard Ornano ».
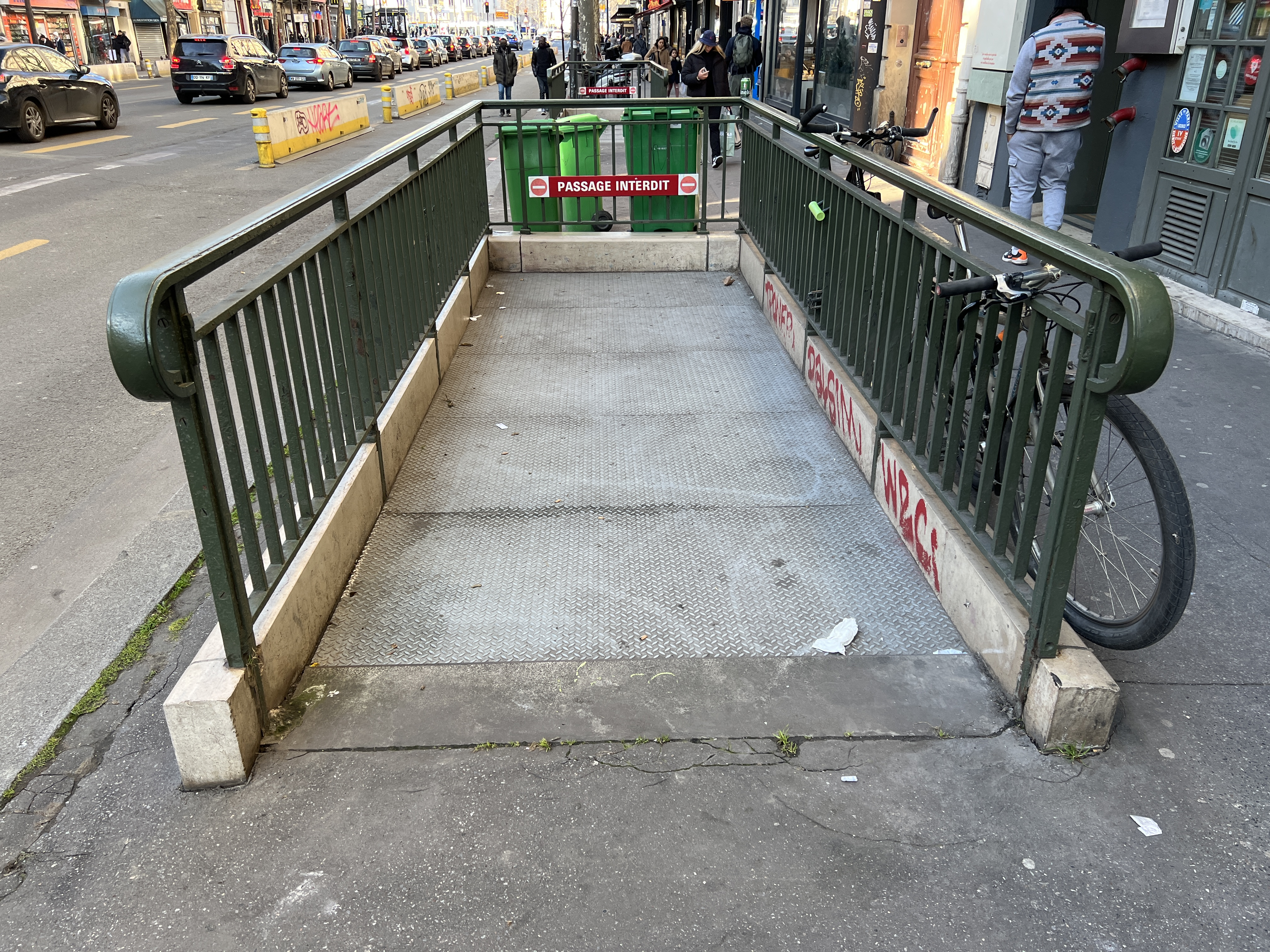
Accès condamné le long du boulevard Ornano.

### Quais
Porte de Clignancourt est une station de configuration standard : elle possède deux quais séparés par les voies du métro et la voûte est elliptique. La décoration est du style « Ouï-dire » de couleur verte : le bandeau d'éclairage, de même couleur, est supporté par des consoles courbes en forme de faux. L'éclairage direct est blanc tandis que l'éclairage indirect, projeté sur la voûte, est multicolore. Les carreaux en céramique blancs sont plats et recouvrent les piédroits, la voûte, les tympans et les débouchés des couloirs. Les cadres publicitaires sont verts et cylindriques et le nom de la station est écrit en lettres capitales sur plaques émaillées. Le quai en direction de Montrouge, dit quai départ, est équipé de sièges « assis-debout » et de banquettes individuelles gris. L'autre quai, dit quai arrivée, en est dépourvu.

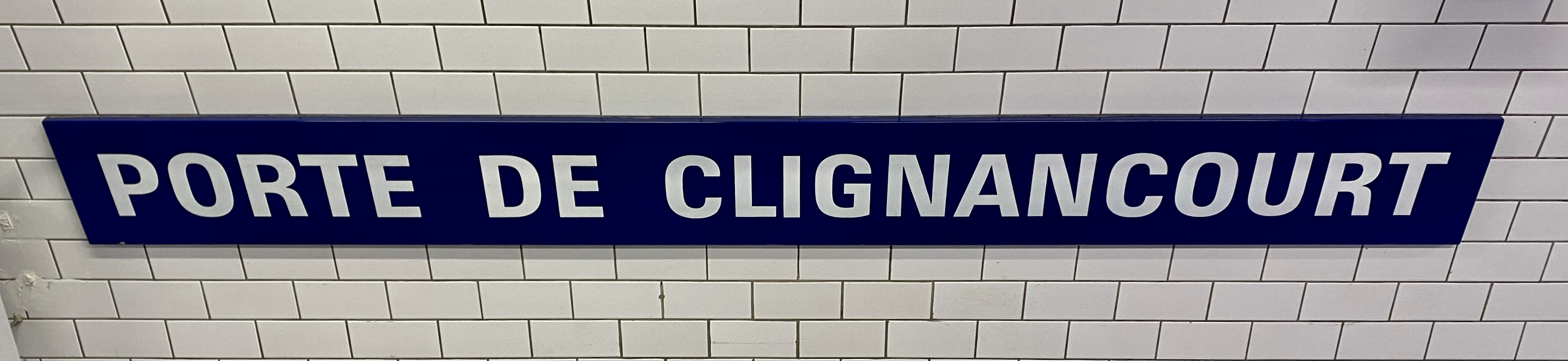
Nom de la station en lettres capitales sur plaque émaillée.
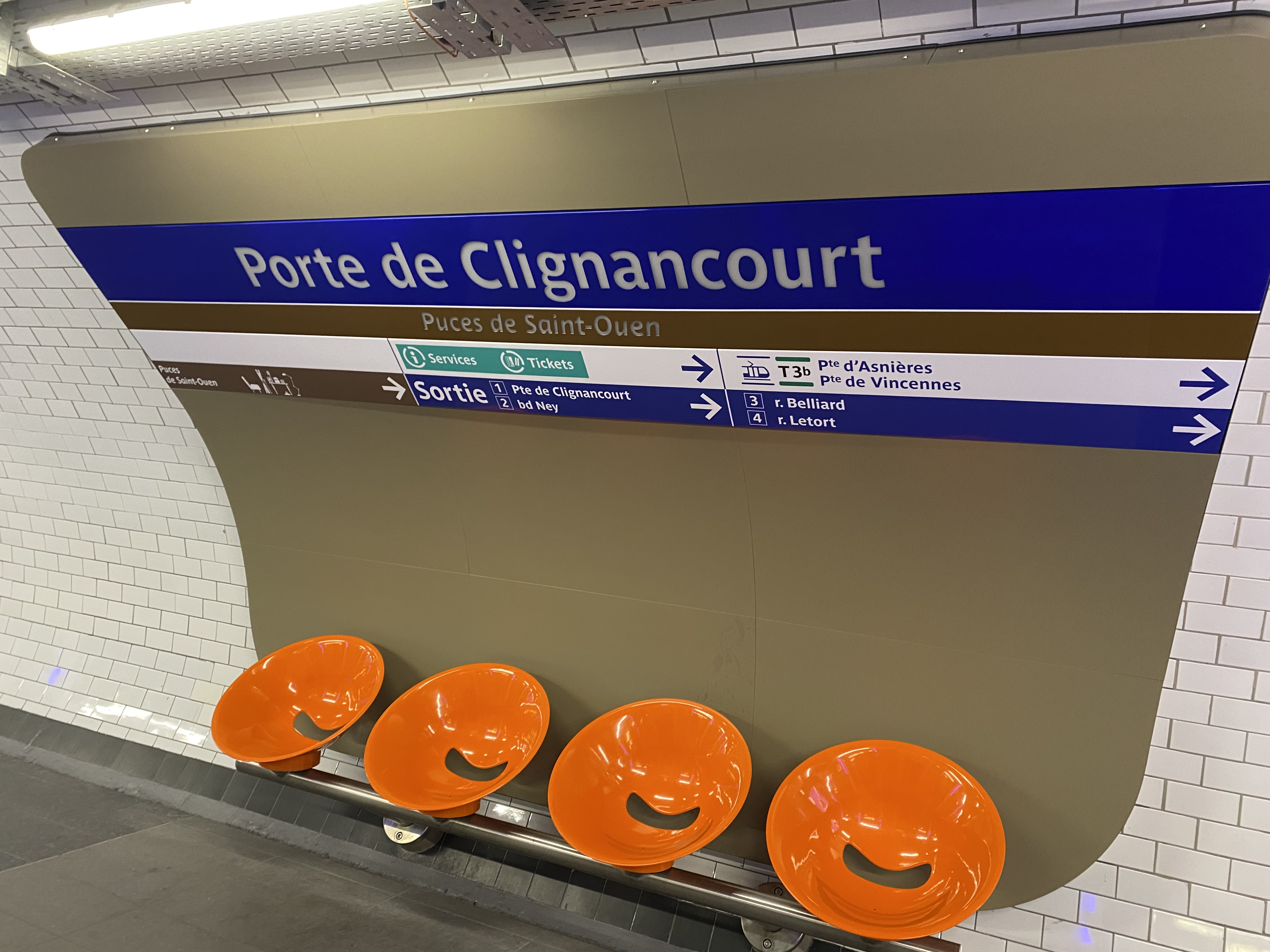
Plaques émaillées mises en place en avril 2022 dans le cadre de la rénovation des stations de la ligne 4.

### Intermodalité
La station est desservie par les lignes 56, 85, 137, 166, 255 et 341 du réseau de bus RATP et, la nuit, par les lignes N14 et N44 du réseau Noctilien.
La station est également en correspondance avec la ligne T3b du tramway d'Île-de-France depuis le prolongement de celle-ci jusqu'à la porte d'Asnières, le 24 novembre 2018.

## À proximité
- Marché aux puces de Saint-Ouen
- Cimetière parisien de Saint-Ouen
- Centre universitaire de Clignancourt, rattaché à l'université Paris-Sorbonne